# Dacus destillatorius
Dacus destillatorius är en tvåvingeart som först beskrevs av Mario Bezzi 1916.  Dacus destillatorius ingår i släktet Dacus och familjen borrflugor. Inga underarter finns listade i Catalogue of Life.